# Pfarrhaus (Kreuzholzhausen)

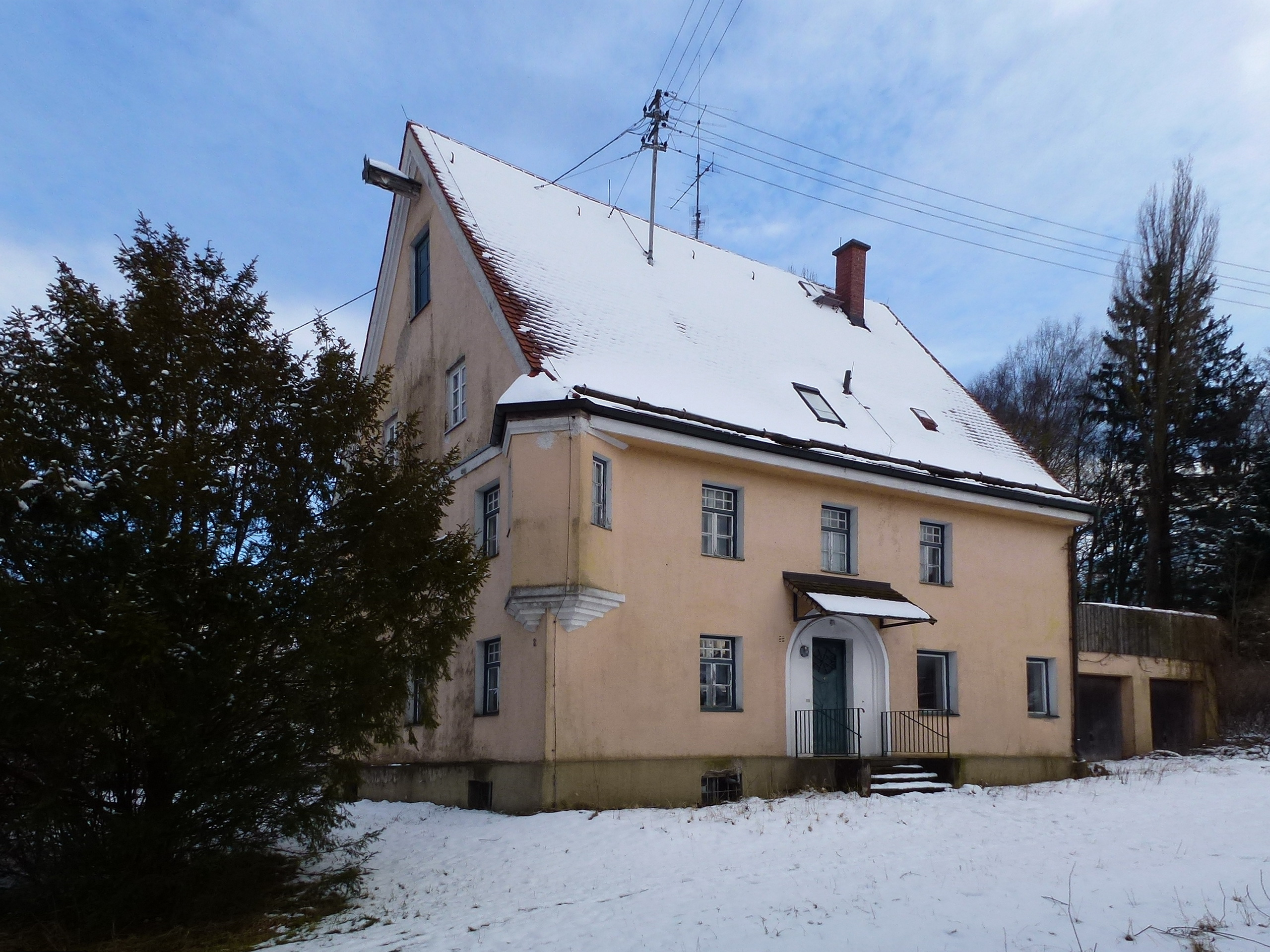
Ehemaliges Pfarrhaus in Kreuzholzhausen

Das Pfarrhaus in Kreuzholzhausen, einem Gemeindeteil von Bergkirchen im oberbayerischen Landkreis Dachau, wurde 1912 errichtet. Das ehemalige katholische Pfarrhaus mit der Adresse Am Kirchberg 2, südlich der Pfarr- und Wallfahrtskirche Heilig Kreuz, ist ein geschütztes Baudenkmal.
Der zweigeschossige Bau mit Satteldach und Eckerker besitzt drei zu zwei Fensterachsen.